# Copelatus geniculatus
Copelatus geniculatus är en skalbaggsart som beskrevs av Sharp 1882. Copelatus geniculatus ingår i släktet Copelatus och familjen dykare. Inga underarter finns listade i Catalogue of Life.